# Brunsbüttels LNG-terminal

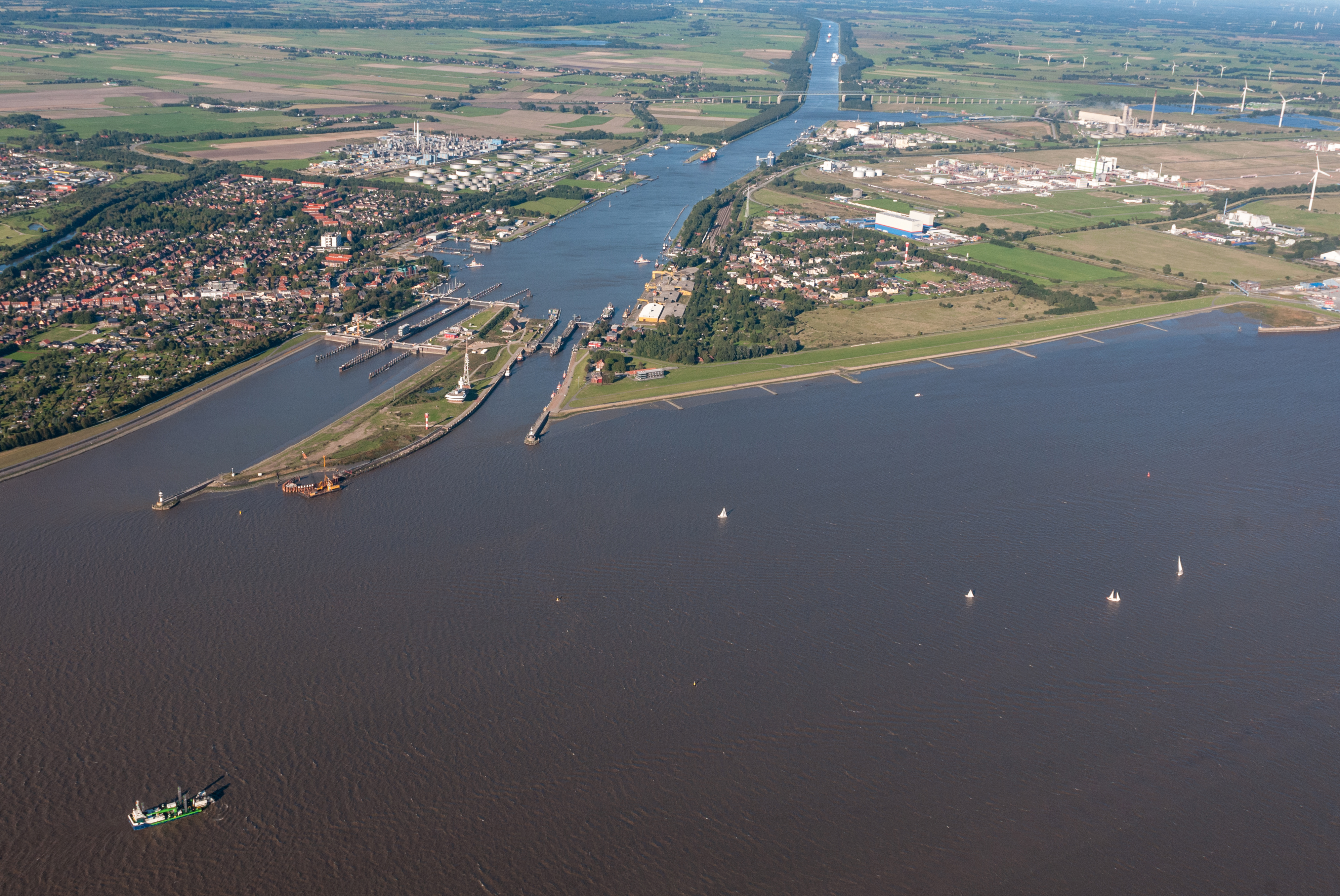
LNG-terminalens planerade lokalitet

Brunsbüttels LNG-terminal är en tysk terminal för flytande naturgas (LNG) i Brunsbüttel i Schleswig-Holstein, vid Elbe och nära Kielkanalen, omedelbart väster om det nedlagda Brunsbüttel kärnkraftverk.

## Bakgrund
Tyskland importerar så gott som all naturgas som konsumeras i landet, och all importerad naturgas kom fram till 2022 genom naturgasledningar från omgivande länder samt genom naturgasledningar i Östersjön och Nordsjön från Ryssland respektive Norge. Av denna naturgas var en mindre del ursprungligen importerad till Europa som LNG till Zeebrygges LNG-terminal i Belgien, men i Tyskland fanns ingen LNG-terminal för direkt import. Investeringar i sådana hade tidigare diskuterats, men inte beslutats på grund av bedömning av bristande företagsekonomisk lönsamhet.
Eftersom huvuddelen av naturgasen i Tyskland importerades från Ryssland (i genomsnitt 55 % under senare delen av 2020-talet) direkt via havsledningen Nord Stream I och indirekt via Belarus och Ukraina, fattades efter Rysslands invasion av Ukraina politiska beslut av förbundsregeringen om omedelbart statligt stöd till två tyska LNG-terminaler: i Wilhelmshaven och i Brunsbüttel.

## Historik
Ursprungliga initiativtagare var 2017 det nederländska statliga gasnätföretaget Gasunie, det nederländska lagringsföretaget Koninklijke Vopak och det tyska lagringsföretaget Oiltanking. I februari 2022 tillkännagav förbundskansler Olaf Scholz behov av ett forcerat byggande av två LNG-terminaler, i Brunsbüttel och i Wilhelmshaven som svar på Rysslands invasion av Ukraina 2022 för att minska beroendet av rysk naturgas. I mars meddelade Vopak och Oiltanking att de sålt sina intressen i projektet, varefter det fortsatte med Gasunie, RWE AG och statliga Kreditanstalt für Wiederaufbau (KfW) som partners.

## Projektet
Terminalen kommer att ha två kajplatser, två lagringstankar med en kapacitet på 165 000 m³ vardera och en återförgasningsanläggning och  anslutning till det tyska naturgasnätet. Kostnaden har uppskattats för till 300-500 miljoner euro. Terminalen har kapacitet att återförgasa upp till 8 miljarder kubikmeter naturgas årligen.
Brunsbüttels LNG-terminal driftsattes i början av 2023 efter långtidschartring av FSRU Transgas Force från Höegh LNG och i februari anlände den första leveransen av LNG från 
Förenade arabemiraten.